# Mychajło Zariczny
Mychajło Mychajłowycz Zariczny, (ukr. Михайло Михайлович Зарічний, ur. 7 marca 1958 w Iwano-Frankiwsku) – ukraiński matematyk, profesor nauk matematycznych, profesor Lwowskiego Uniwersytetu Narodowego im. Iwana Franki, profesor zwyczajny Uniwersytetu Rzeszowskiego.

## Życiorys
W 1979 ukończył Matematykę na Uniwersytecie Lwowskim. W 1983 uzyskał stopień kandydata nauk na Moskiewskim Uniwersytecie Państwowym im. M.W. Łomonosowa, a w 1992 stopień doktora nauk fizycznych i matematycznych. W 1994 uzyskał tytuł naukowy profesora. Zawodowo związany z Uniwersytetem Rzeszowskim, gdzie od 2005 roku jest kierownikiem Zakładu Topologii w Kolegium Nauk Przyrodniczych oraz Uniwersytetem Lwowskim, gdzie w latach 2004–2016 był dziekanem Wydziału Mechaniki i Matematyki, w latach 1992–2003 pełnił funkcję kierownika Katedry Algebry i Topologii, a w latach 2003–2015 był kierownikiem Katedry Topologii i Geometrii. Autor trzech monografii i ponad 130 publikacji. Odbył staże na Uniwersytecie Florydy (1996) i Uniwersytecie Saskatchewan (2000–2002, 2009, 2012).

## Wyróżnienia
- Laureat Nagrody Narodowej Akademii Nauk Ukrainy im. A.V. Pogorełova za rok 2013 w dziedzinie geometrii i topologii[7].
- Honorowy Ambasador Lwowa w latach 2016-2017 (2015)[8].
- Honorowy Profesor Lwowskiego Uniwersytetu Narodowego im. Iwana Franki (2018)[9].
- Honorowy Naukowiec i Technik Ukrainy (2019)[10].